# Hadrien Ghomi
 (juin 2022).
Si vous disposez d'ouvrages ou d'articles de référence ou si vous connaissez des sites web de qualité traitant du thème abordé ici, merci de compléter l'article en donnant les références utiles à sa vérifiabilité et en les liant à la section « Notes et références ».
Hadrien Ghomi, né le 6 avril 1989 à Nogent-sur-Marne, est un homme politique français. 

## Biographie

### Études et formation
Diplômé d'un master carrières publiques de Sciences Po Lille en 2012, d'un master 2 d'études politiques de l'EHESS et d'un diplôme d'IRIS Sup', Hadrien Ghomi est également titulaire d'un master 1 de droit public obtenu à l'université Panthéon-Sorbonne.

### Parcours politique
En mai 2012, il devient collaborateur parlementaire de François Patriat, sénateur de la Côte-d'Or et président de la Bourgogne.  
Lorsque le sénateur François Patriat prend la tête du groupe LaREM-RDPI en 2017, il devient le secrétaire général de ce groupe sénatorial.
Lors des élections législatives de 2022, il est candidat dans la huitième circonscription de Seine-et-Marne sous l'étiquette Ensemble. Arrivé en seconde position au premier tour avec 30,61 % des suffrages face au candidat de la NUPES Arnaud Bonnet, il est élu député au second tour avec 50,01 % des suffrages, avec seulement quatre voix le séparant de son adversaire. La décision du Conseil constitutionnel ayant annulé trois d'entre elles, il est élu député avec une voix d'avance. Aux élections législatives de juin 2024, il est battu par Arnaud Bonnet.